# Junta Democràtica del País Valencià
Junta Democràtica del País Valencià fou la filial al País Valencià de la Junta Democràtica d'Espanya, organisme unitari d'oposició al franquisme. Es constituí l'agost de 1975 i era presidida per Manuel Broseta. Aviat va rebre el suport de José Antonio Noguera Puchol i el PCE valencià, que abandonà la Taula Democràtica del País Valencià. Hi incorporava personalitats de prestigi no adscrites a partits organitzats, i en el seu programa s'accentuava la reivindicació de les llibertats individuals i l'autonomia de les nacionalitats històriques amb silenci tàctic de les altres. Postulava l'autonomia de bascos, catalans i gallecs perquè entenia que demanar des del principi l'autonomia valenciana i la d'altres regions podria dividir a l'oposició democràtica i crear a més dificultats per a qualsevol negociació amb el poder establert. L'abril del 1976 es fusionà amb el Consell Democràtic del País Valencià, per constituir la Taula de Forces Polítiques i Sindicals del País Valencià.